# Thesmotheet
Een thesmotheet (oud-Grieks: θεσμοθέτης, letterlijk "iemand die gewoonterecht vastlegt", later ook adellijke titel) was in klassiek Athene een juridische beambte. Toen de monarchie in Athene in 683 v.Chr. werd afgeschaft, gingen zes thesmotheten rechterlijke uitspraken optekenen en tevens functioneren als rechters.
Na de hervormingen van Solon werd er ieder jaar door de ekklèsia (ε̉κκλησία = volksvergadering) besliste of de Nomothètai (Nομοθηται) de wetten moesten aanpassen en door de θεσμοθέτοι laten uitvoeren.
Zij vormden samen met drie andere topambtenaren de Negen Archonten en werden jaarlijks door de Areopagus, een raad van regerende aristocratische families, gekozen.
Later, in de vijfde eeuw, veranderde hun functie in het bijeenroepen en voorzitten van de dikasteria (juryrechtbanken) ; ook traden zij toen op als onderzoeksrechters. De Ekklèsia nam de rol van de Areopagus als wetgevend orgaan geleidelijk aan over.

## Beroemde thesmotheten
- Dracon
- Isocrates
- Xenophon